# Centropogon dillonii
Centropogon dillonii är en klockväxtart som beskrevs av Thomas G. Lammers. Centropogon dillonii ingår i släktet Centropogon och familjen klockväxter. Inga underarter finns listade i Catalogue of Life.